# SEAT Altea
La SEAT Altea è una monovolume media, sviluppata sulla piattaforma Volkswagen Golf V per la casa spagnola SEAT, controllata dalla Volkswagen stessa. Prende il nome dall'omonimo paese della Comunità Valenciana.
Ha inaugurato il nuovo corso stilistico SEAT, con auto dallo stile grintoso, ed è stata disegnata da Walter de Silva. Nel 2003, in fase di concept, ha ricevuto il premio come miglior concept car presentata in quell'anno. L'Altea è stata venduta fino al 2014, mentre la versione XL è rimasta nei listini fino a metà 2015.

## Il contesto

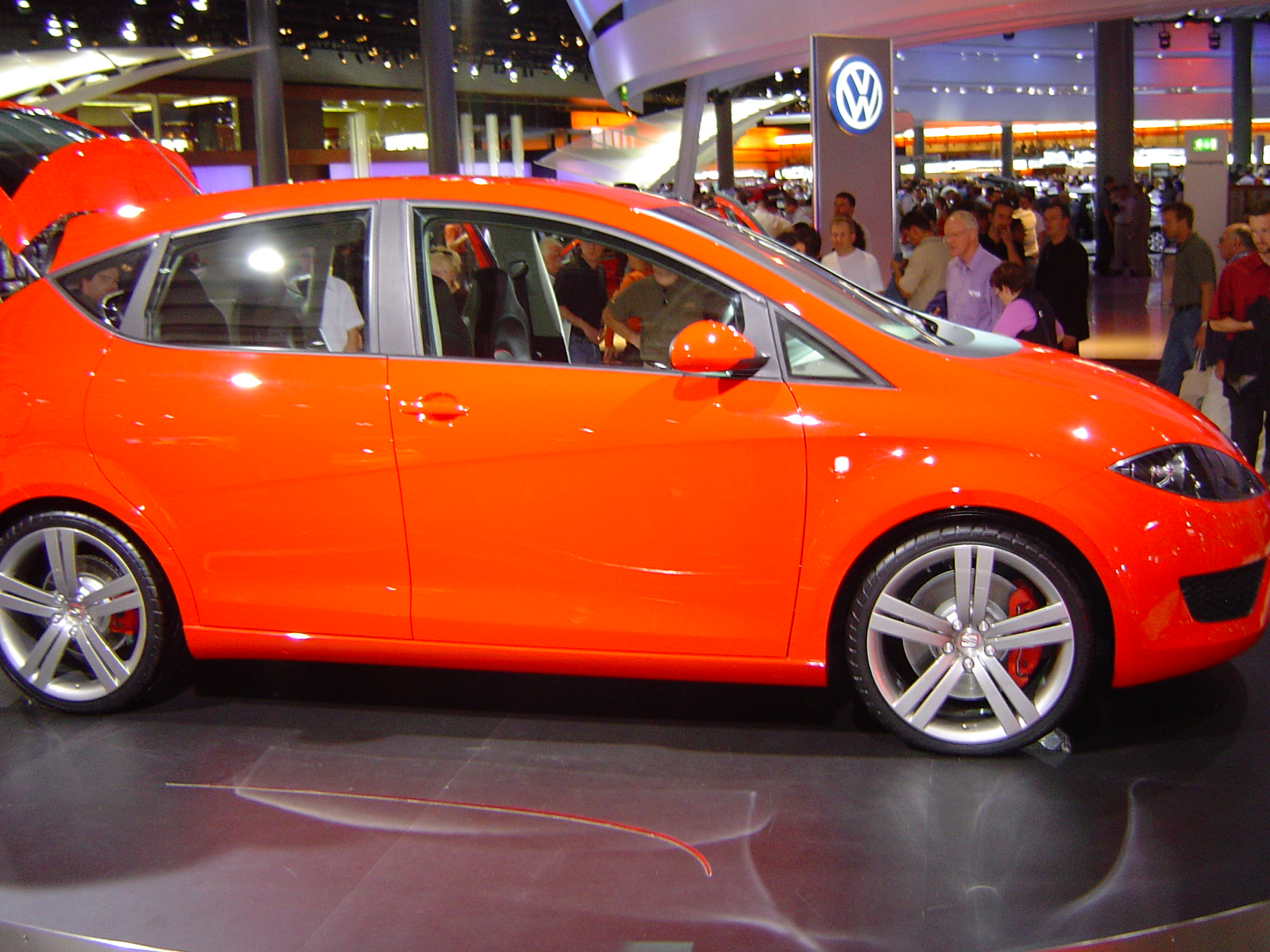
La concept car del 2003

L'Altea ha debuttato nel 2004, con uno stile inconsueto a metà strada tra una monovolume e una berlina sportiva, definita dalla stessa Seat come "MSV", ovvero Multi Sport Vehicle. Adesso è stata ben recepita e ha un discreto successo, e sul suo pianale, lo stesso della Audi A3, sono nate le nuove generazioni di SEAT Toledo e SEAT León.
Oltre allo stile sportivo l'Altea ha anche un comportamento stradale fuori dalla norma per un MPV: il piacere di guida è pari a quello di una segmento C sportiveggiante. Sul punto della sicurezza, ottiene le 5 stelle Euro NCAP.
A fine 2005, al Motorshow di Bologna viene presentato il concept Altea FR (Formula Racing) spinto da un 2.0 TDI da 170 CV e leggermente modificato a livello estetico (paraurti più avvolgenti e serigrafie FR nelle fiancate).
Nel 2006 arriva la 1.6 Dual con alimentazione benzina/GPL e la versione FR disponibile col 2.0 TDI e con un 2.0 TFSI a benzina in grado di erogare 200 CV. Al salone di Parigi viene presentata la versione allungata, detta XL.

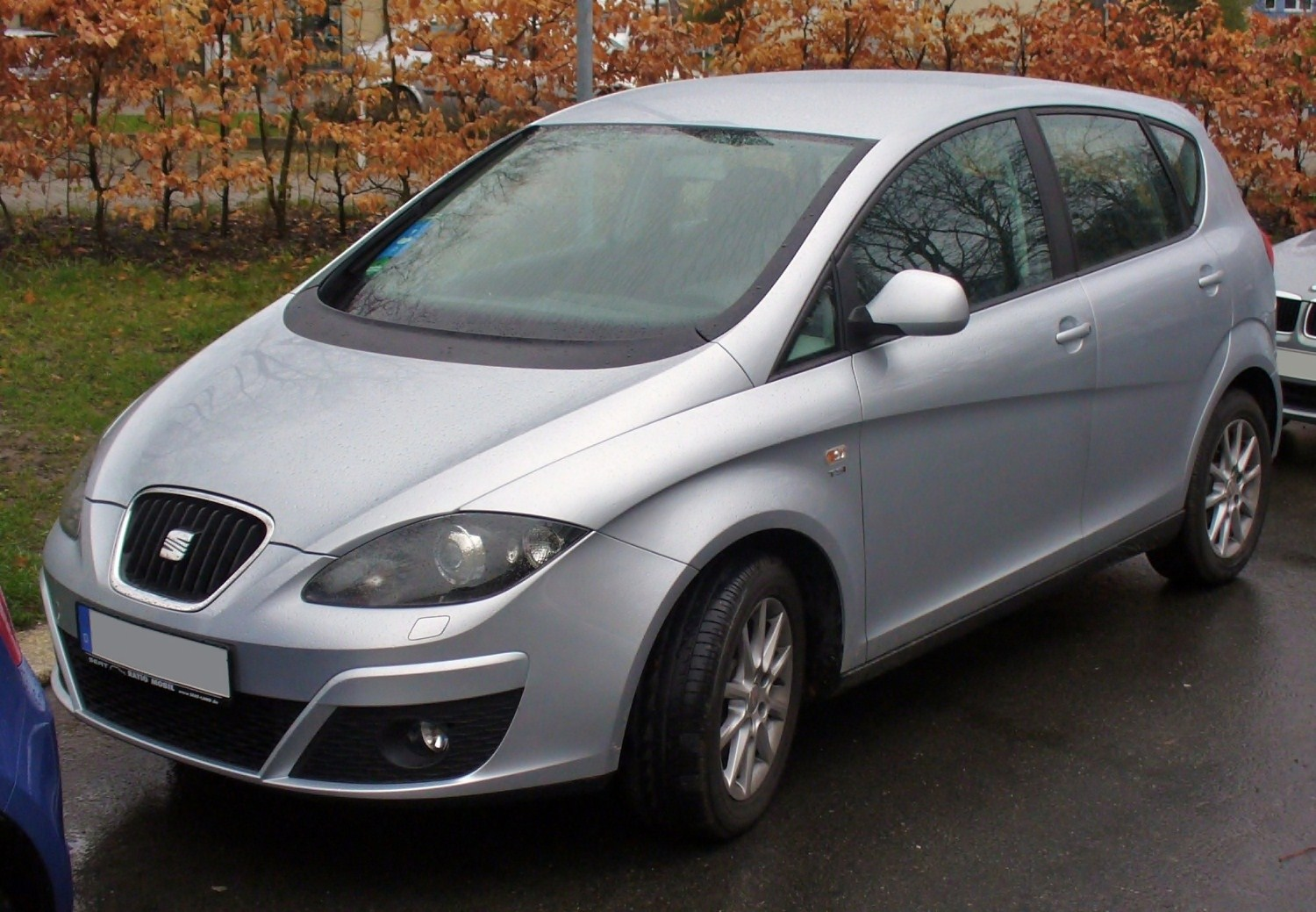
Seat Altea restyling 2009

Nel 2008 entra a listino il nuovo motore 1.8 TSI disponibile nell'allestimento Stylance con il solo cambio manuale a 6 marce. Derivato dal 2.0 TFSI riducendo la corsa e mantenendo invariato l'alesaggio, il 1,8 presenta un variatore di fase sulle sole valvole di aspirazione, mentre viene conservato il contralbero di equilibratura e la distribuzione è sempre a catena. Come il TFSI, anche il TSI è equipaggiato con una turbina a palette fisse BorgWarner K03, dispone di iniezione diretta della benzina e si contraddistingue per una curva di coppia che vede il picco di 250 Nm dai 1500 ai 4500 giri/min, con potenza di 118 kW (160 CV) espressa a 5000 giri/min.
Invece nel 2009 avviene il leggero restyling di mezz' età: ora l'auto si avvicina al nuovo concetto stilistico Seat (Arrow Design). Viene leggermente ridisegnato il paraurti anteriore assieme alla calandra, e il lunotto posteriore viene ampliato e ridisegnato. Arrivano anche nuovi cerchi in lega.
Nel 2014 la versione più compatta dell'Altea comincia a uscire dai listini europei, dove continua a rimanere la versione XL. Nel 2015 anche sul sito ufficiale spagnolo viene preannunciata l'ultima edizione di entrambe le versioni.

## Motorizzazioni
| Modello            | Disponibilità       | Motore      | Cilindrata (cm³) | Potenza         | Coppia Massima (Nm) | Emissioni CO2 (g/Km) | 0–100 km/h (secondi) | Velocità max (Km/h) | Consumo medio (Km/l) |
| 1.2 TSI            | dal 2010            | Benzina     | 1197             | 77 Kw (105 Cv)  | 175                 | 137                  | 11.7                 | 180                 | 16.4                 |
| 1.4                | dal 2007            | Benzina     | 1390             | 63 Kw (85 Cv)   | 132                 | 159                  | 14.8                 | 169                 | 14.3                 |
| 1.4 TSI            | dal 2009            | Benzina     | 1390             | 92 Kw (125 Cv)  | 200                 | 152                  | 10.3                 | 194                 | 15.0                 |
| 1.6                | dal debutto al 2009 | Benzina     | 1595             | 75 Kw (102 Cv)  | 148                 | 185                  | 12.8                 | 181                 | 12.2                 |
| 1.8 16V TSI        | dal 2007 al 2009    | Benzina     | 1798             | 118 Kw (160 Cv) | 250                 | 180                  | 8.4                  | 210                 | 12.4                 |
| 2.0 16V FSI        | dal debutto al 2009 | Benzina     | 1984             | 110 Kw (150 Cv) | 200                 | 200                  | 9.6                  | 206                 | 11.4                 |
| 2.0 TSI FR         | dal 2006 al 2009    | Benzina     | 1984             | 147 Kw (200 Cv) | 280                 | 194                  | 7.7                  | 220                 | 11.5                 |
| 1.6 TDI DPF        | dal 2011            | Diesel      | 1598             | 66 Kw (90 Cv)   | 230                 | 126                  | 13.8                 | 172                 | 20.1                 |
| 1.6 TDI/105 Cv DPF | dal 2010            | Diesel      | 1598             | 77 Kw (105 Cv)  | 250                 | 126                  | 12.2                 | 183                 | 20.1                 |
| 1.9 TDI            | dal 2009 al 2010    | Diesel      | 1896             | 66 Kw (90 Cv)   | 210                 | 142                  | 14.3                 | 172                 | 18.0                 |
| 1.9 TDI/105 Cv     | dal debutto al 2009 | Diesel      | 1896             | 77 Kw (105 Cv)  | 250                 | 146                  | 12.3                 | 183                 | 17.4                 |
| 2.0 TDI            | dal debutto         | Diesel      | 1968             | 103 Kw (140 Cv) | 320                 | 129                  | 9.7                  | 201                 | 19.6                 |
| 2.0 TDI/170 Cv DPF | dal 2006 al 2010    | Diesel      | 1968             | 125 Kw (170 Cv) | 350                 | 146                  | 8.6                  | 211                 | 17.1                 |
| 1.6 BiFuel         | dal 2009            | Benzina/GPL | 1595             | 75 Kw (102 Cv)  | 148                 | 179                  | 12.8                 | 181                 | 12.6                 |